# Закон и порядок: Специальный корпус (сезон 10)
Премьера десятого сезона полицейского процедурала «Закон и порядок: Специальный корпус» состоялась 23 сентября 2008 года на американском телеканале NBC; заключительная серия сезона вышла в эфир 12 июня 2009 года. В общей сложности, десятый сезон состоял из двадцати двух эпизодов.

## Актеры и персонажи

### Основной состав
- Кристофер Мелони — детектив Эллиот Стейблер
- Маришка Харгитей — детектив Оливия Бенсон
- Ричард Белзер — сержант Джон Манч
- Айс Ти — детектив Фин Тутуола
- Михаэлла Макманус — помощник окружного прокурора Ким Грейлек (эпизоды 1-15)
- Би Ди Вонг — доктор Джордж Хуанг
- Тамара Тюни — доктор Мелинда Уорнер
- Дэнн Флорек — капитан Дон Крейген

### Специально приглашённая звезда
- Стефани Марч — помощник окружного прокурора Александра Кэбот

## Эпизоды
| № общий | № в сезоне | Название                   | Режиссёр             | Автор сценария                                                | Дата премьеры    | Зрители в США (млн) |
| --- | ---------- | -------------------------- | -------------------- | ------------------------------------------------------------- | ---------------- | ------------------- |
| 203 | 1          | «Trials» «Испытания»       | Дэвид Платт          | Дон Денун                                                     | 23 сентября 2008 | 9,7                 |
| Пятилетний мальчик угоняет машину приемных родителей, потому что хочет наказать их. Родная и приёмная матери мальчика являются жертвами изнасилования. Детективам предстоит выяснить, причастен ли к преступлениям приёмный отец ребёнка. - Приглашенные звезды: Люк Перри и Джули Боуэн |            |                            |                      |                                                               |                  |                     |
| 204 | 2          | «Confession» «Исповедь»    | Артур У. Форни       | Джудит Маккрири                                               | 30 сентября 2008 | 10,4                |
| Семнадцатилетний парень обращается в спецкорпус, потому что боится причинить вред своему маленькому сводному брату, к которому испытывает сексуальное влечение. - Приглашенная звезда: Тери Поло |            |                            |                      |                                                               |                  |                     |
| 205 | 3          | «Swing» «Перепады»         | Дэвид Платт          | Аманда Грин                                                   | 14 октября 2008  | 9,5                 |
| Молодая девушка незаконно забирается в дом к семейной паре. Стейблера вызывают на место преступления, и он с ужасом узнаёт, что преступница — его дочь Кэтлин. Вскоре выясняется, что у неё также проблемы с наркотиками и сексуальным поведением, связанные с биполярным расстройством. Стейблер понимает, что это заболевание перешло Кэтлин по наследству от его матери Бернадетт. - Приглашенная звезда: Эллен Бёрстин |            |                            |                      |                                                               |                  |                     |
| 206 | 4          | «Lunacy» «Безумие»         | Питер Лето           | Дэниел Трули                                                  | 21 октября 2008  | 9,5                 |
| Молодая женщина-астронавт найдена убитой. Под подозрение попадает серийный насильник, машину которого видели рядом с местом преступления. Однако, у него есть алиби: в это время он насиловал свою последнюю жертву. - Приглашенная звезда: Джеймс Бролин |            |                            |                      |                                                               |                  |                     |
| 207 | 5          | «Retro» «Ретро»            | Питер Лето           | Сценарий: Джонатан Грин Сюжет: Джошуа Котчефф и Джонатан Грин | 28 октября 2008  | 9,3                 |
| Маленькая девочка доставлена в больницу с диагнозом СПИД. Детективы расследуют преступную халатность врача, который отказывался лечить ВИЧ своим пациентам, так как искренне верит, что СПИД вызывается лекарствами от ВИЧ и недоеданием. - Приглашенная звезда: Пола Малкомсон |            |                            |                      |                                                               |                  |                     |
| 208 | 6          | «Babes» «Дети»             | Дэвид Платт          | Дэниел Трули                                                  | 11 ноября 2008   | 9,4                 |
| Найдено тело кастрированного и сожжённого парня. Преступление совершил его сосед, так как считал, что тот изнасиловал его младшую сестру, которая забеременела после этого. Однако вскоре детективы выясняют, что кроме неё беременны ещё три её несовершеннолетние подруги. - Приглашенная звезды: Деби Мейзар и Бритт Робертсон                                                                                          |            |                            |                      |                                                               |                  |                     |
| 209 | 7          | «Wildlife» «Дикая природа» | Питер Лето           | Мик Бетанкорт                                                 | 18 ноября 2008   | 10,1                |
| Найдено тело молодой женщины. На её теле следы зубов тигра, а в сумочке — попугай редкого вида. Стейблер внедряется в группировку кондрабандистов редкими видами животных. |            |                            |                      |                                                               |                  |                     |
| 210 | 8          | «Persona» «Личность»       | Хелен Шейвер         | Аманда Грин                                                   | 25 ноября 2008   | 8,6                 |
| Женщина утверждает, что изнасилована на улице незнакомцем. Однако всё говорит о том, что её изнасиловал собственный муж. Бенсон пытается помочь женщине, но она вновь возвращается домой. Это заканчивается убийством. - Сюжет серии основан на реальных событиях - Приглашенная звезда: Бренда Блетин |            |                            |                      |                                                               |                  |                     |
| 211 | 9          | «PTSD» «ПТСР»              | Эрик Ла Саль         | Джудит Маккрири                                               | 2 декабря 2008   | 10,3                |
| Капрал, молодая женщина, изнасилована одним из своих сослуживцев в Ираке. Когда выясняется, что в результате насилия она забеременела, её убивают. При расследовании этого дела у Бенсон возникают болезненные воспоминания о пережитом насилии. |            |                            |                      |                                                               |                  |                     |
| 212 | 10         | «Smut» «Непристойность»    | Крис Эйр             | Кэм Миллер                                                    | 9 декабря 2008   | 11,0                |
| В парке найдена молодая женщина со следами побоев. Врачи обнаруживают признаки изнасилования, однако женщина не помнит ничего подобного. |            |                            |                      |                                                               |                  |                     |
| 213 | 11         | «Stranger» «Незнакомка»    | Дэвид Платт          | Дон Денун                                                     | 6 января 2009    | 10,8                |
| В родной дом возвращается девушка, пропавшая 4 года назад. Однако не все родственники готовы принять её. |            |                            |                      |                                                               |                  |                     |
| 214 | 12         | «Hothouse» «Теплица»       | Питер Лето           | Чарли Дейвис                                                  | 13 января 2009   | 9,8                 |
| Четырнадцатилетняя девочка найдена в реке. На теле множественные раны разной степени давности. Однако к малолетним проституткам из Восточной Европы она не имеет никакого отношения. - Приглашенная звезда: Сара Хайленд |            |                            |                      |                                                               |                  |                     |
| 215 | 13         | «Snatched» «Похищение»     | Дэвид Платт          | Мик Бетанкорт                                                 | 3 февраля 2009   | 10,3                |
| Маленькая девочка похищена из дома своих родителей, которые оставили её на вечер с няней. Детективы подозревают родного отца ребёнка, однако он оказывается ни при чём. - Приглашенная звезда: Дэбни Коулмен |            |                            |                      |                                                               |                  |                     |
| 216 | 14         | «Transitions» «Переход»    | Питер Лето           | Кен Сторер                                                    | 17 февраля 2009  | 9,5                 |
| На мужчину совершено нападение на парковке около стрип-клуба. Детективы приходят в его семью, где дело идет к разводу. Родители не могут сойтись в вопросах воспитания ребёнка-трансвестита. - Приглашенная звезда: Фрэнк Грилло |            |                            |                      |                                                               |                  |                     |
| 217 | 15         | «Lead» «Свинец»            | Дэвид Платт          | Джонатан Грин                                                 | 10 марта 2009    | 11,1                |
| Осуждённый педофил подаёт в суд на спецкорпус, так как они не арестовали его сразу после заявления мальчика о приставаниях доктора, и тем самым позволили довести процесс растления до конца. Вскоре кто-то убивает доктора в его доме. - Приглашенная звезда: Фредрик Лене |            |                            |                      |                                                               |                  |                     |
| 218 | 16         | «Ballerina» «Балерина»     | Питер Лето           | Дэниел Трули                                                  | 17 марта 2009    | 10,7                |
| Убита танцовщица и её бойфренд. Все улики указывают на владельца нескольких десятков развлекательных заведений. Однако вскоре детективам приходится расследовать его самоубийство. - Приглашенные звезды: Кэрол Бёрнетт и Мэттью Лиллард |            |                            |                      |                                                               |                  |                     |
| 219 | 17         | «Hell» «Ад»                | Дэвид Платт          | Аманда Грин                                                   | 31 марта 2009    | 9,4                 |
| Одиннадцатилетняя девочка найдена у мусорных баков с перерезанным горлом. Она чудом остаётся жива, но врачи констатируют неоднократные изнасилования на протяжении нескольких лет. Детективы приходят в церковь, настоятель которой является её приемным отцом. - Приглашенная звезда: Сисели Тайсон |            |                            |                      |                                                               |                  |                     |
| 220 | 18         | «Baggage» «Багаж»          | Крис Залла           | Джудит Маккрири                                               | 7 апреля 2009    | 9,3                 |
| Молодая женщина найдена в своей квартире. Её жестого пытали и убили. Детективы преследуют серийного убийцу, который отлично осведомлен о том, как избежать правосудия. - Приглашенная звезда: Делрой Линдо |            |                            |                      |                                                               |                  |                     |
| 221 | 19         | «Selfish» «Эгоизм»         | Дэвид Платт          | Мик Бетанкорт                                                 | 28 апреля 2009   | 10,5                |
| В спецкорпус обращается женщина с заявлением о пропаже внучки. Она уверена, что в этом виновна её безответственная дочь. Вскоре детективы находят тело малышки. Однако смерть не насильственная — девочке не сделали положенные прививки, и она умерла от отёка мозга, вызванного корью. - История частично основана на реальных фактах - Приглашенные звезды: Хилари Дафф и Ноэль Фишер                                   |            |                            |                      |                                                               |                  |                     |
| 222 | 20         | «Crush» «Давление»         | Питер Лето           | Джонатан Грин                                                 | 5 мая 2009       | 9,8                 |
| Детективов вызывают в больницу к школьнице, упавшей с лестницы в школе. Незадолго до этого её интимные фото были разосланы всем учащимся её школы. - Приглашенные звезды: Карли Шредер и Свуси Кёрц |            |                            |                      |                                                               |                  |                     |
| 223 | 21         | «Liberties» «Привилегии»   | Хуан Хосе Кампанелла | Дон Денун                                                     | 19 мая 2009      | 6,9                 |
| В спецкорпус обращается девушка, подвергшаяся изнасилованию. Насильник же утверждает, что действовал строго по инструкции, полученной от жертвы. - Приглашенная звезда: Алан Дэйл |            |                            |                      |                                                               |                  |                     |
| 224 | 22         | «Zebras» «Зебры»           | Питер Лето           | Аманда Грин и Дэниел Трули                                    | 2 июня 2009      | 11,6                |
| Молодая мама найдена в парке заколотой насмерть. Детективы быстро находят её убийцу, однако из-за бумажной ошибки молодого криминалиста его отпускают из зала суда за недостаточностью улик. - Приглашенные звезды: Ник Стал и Кэрол Кейн |            |                            |                      |                                                               |                  |                     |